# Rosellinia aquila
Rosellinia aquila är en svampart som först beskrevs av Elias Fries, och fick sitt nu gällande namn av Ces. & De Not. 1844. Rosellinia aquila ingår i släktet Rosellinia och familjen kolkärnsvampar.  Arten är reproducerande i Sverige. Inga underarter finns listade i Catalogue of Life.